# Medetera fumida
Medetera fumida är en tvåvingeart som beskrevs av Negrobov 1967. Medetera fumida ingår i släktet Medetera och familjen styltflugor. Det är osäkert om arten förekommer i Sverige. Inga underarter finns listade i Catalogue of Life.